# Molophilus pervagatus
Molophilus pervagatus là một loài ruồi trong họ Limoniidae. Chúng phân bố ở miền Australasia.